# Me and You and Everyone We Know
Me and You and Everyone We Know è un film del 2005 scritto, diretto e interpretato da Miranda July, al suo esordio alla regia.
Il film ha vinto il Caméra d'or al Festival di Cannes 2005.

## Trama
Christine è un'artista visiva, che si guadagna da vivere facendo la tassista per anziani e vive da sola in attesa che le sue opere vengano apprezzate. Per caso incontra Richard, commesso in un negozio di scarpe reduce dalla recente separazione con la moglie e con due figli a carico, Peter e Robby. Fra i due scatta un colpo di fulmine, ma mentre Christine è pronta ad abbandonarsi al sentimento, Richard, ancora scottato dalla rottura con la moglie, è più prudente.
Intorno a questa storia d'amore che stenta a decollare si muovono una serie di personaggi in qualche modo legati ai due protagonisti: i due figli di Richard che passano il tempo a chattare su internet e non riescono a comunicare col padre, Rebecca e Heather, due adolescenti alla scoperta della loro sessualità, la piccola Sylvie che mette da parte il corredo per quando sarà sposata.

## Riconoscimenti
- 2005 - Festival di Cannes
  - Caméra d'or